# Герои Социалистического Труда Удмуртии
В настоящий список включены:

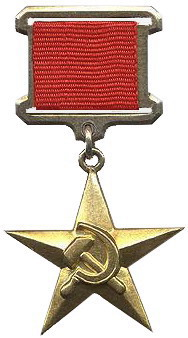
Золотая медаль «Серп и Молот»

- Герои Социалистического Труда, на момент присвоения звания проживавшие на территории современной Удмуртской Республики (в советское время — Удмуртская АССР), — 74 человека;
- уроженцы Удмуртии, удостоенные звания Героя Социалистического Труда в других регионах СССР, — 20 человека;
- Герои Социалистического Труда, прибывшие в Удмуртию на постоянное проживание из других регионов СССР, — 1 человек;
- лица, лишённые звания Героя Социалистического Труда, — 1 человек.

Вторая и третья части списка могут быть неполной из-за отсутствия данных о месте рождения и проживания ряда Героев.
В таблицах отображены фамилия, имя и отчество Героев, должность и место работы на момент присвоения звания, дата Указа Президиума Верховного Совета СССР, отрасль народного хозяйства, место рождения/проживания, а также ссылка на биографическую статью на сайте «Герои страны». Формат таблиц предусматривает возможность сортировки по указанным параметрам путём нажатия на стрелку в нужной графе.

## История
Первым в Удмуртской АССР звания Героя Социалистического Труда был удостоен колхозник А. Ф. Пальшин, которому высшая степень отличия была присвоена Указом Президиума Верховного Совета СССР от 29 марта 1948 года за получение высоких урожаев пшеницы и ржи в 1947 году.
Большинство Героев Социалистического Труда в республике приходится на работников промышленности (главным образом, оборонной): оборонная промышленность — 29, сельское хозяйство — 23, машиностроение — 6, атомная и лесная промышленность — по 3; радиопромышленность, строительство, госуправление — по 2; нефтехимическая промышленность, транспорт, здравоохранение, образование — по 1.

## Лица, удостоенные звания Героя Социалистического Труда в Удмуртии
| № | Фамилия, имя, отчество          | Даты жизни              | Деятельность | Дата присвоения       | Отрасль    | Место рождения     | ГС       |
| - | ------------------------------- | ----------------------- | --- | --------------------- | ---------- | ------------------ | -------- |
| 1 | Белобородов Иван Фёдорович      | 23.12.1909 — 22.08.1985 | Директор Ижевского машиностроительного завода Министерства оборонной промышленности СССР; генеральный директор производственного объединения «Ижмаш» Министерства оборонной промышленности СССР, Удмуртская АССР                                                                                               | 28.07.1966 21.12.1979 | оборонпром | *Калужская область | [ ГС 1 ] |
| 2 | Калашников Михаил Тимофеевич    | 10.11.1919 — 23.12.2013 | Начальник конструкторского бюро Ижевского машиностроительного завода Совнархоза Удмуртского экономического административного района, полковник-инженер; заместитель главного конструктора производственного объединения «Ижмаш» Министерства оборонной промышленности СССР, полковник-инженер, Удмуртская АССР | 20.06.1958 15.01.1976 | оборонпром | *Алтайский край    | [ ГС 2 ] |
| 3 | Садовников Владимир Геннадьевич | 25.01.1928 — 26.02.1990 | Директор Воткинского машиностроительного завода Министерства оборонной промышленности СССР; генеральный директор производственного объединения «Воткинский машиностроительный завод» Министерства оборонной промышленности СССР, Удмуртская АССР                                                               | 09.09.1976 15.05.1981 | оборонпром | *Татарстан         | [ ГС 3 ] |

| №  | Фамилия, имя, отчество             | Даты жизни              | Деятельность | Дата присвоения | Отрасль         | Место рождения                  | ГС        |
| -- | ---------------------------------- | ----------------------- | --- | --------------- | --------------- | ------------------------------- | --------- |
| 1  | Абушек Павел Захарович             | 17.06.1918 — 15.02.1983 | Старший мастер завода № 524 Удмуртского совета народного хозяйства | 17.06.1961      | машиностроение  | *Брянская область               | [ ГС 4 ]  |
| 2  | Бажутин Борис Николаевич           | 07.06.1924 — 14.02.1996 | Слесарь-инструментальщик Ижевского мотозавода Министерства общего машиностроения СССР, Удмуртская АССР | 26.04.1971      | машиностроение  | Ижевск                          | [ ГС 5 ]  |
| 3  | Брагин Фёдор Федосеевич            | 28.02.1925 — 15.02.2000 | Шофёр Сюрекского леспромхоза Министерства лесной и деревообрабатывающей промышленности СССР, Удмуртская АССР | 07.05.1971      | леспром         | Сюмсинский район                | [ ГС 6 ]  |
| 4  | Васильева Фёкла Васильевна         | 15.09.1914 — 15.01.1997 | Трактористка колхоза «Борьба» Ярского района Удмуртской АССР | 23.06.1966      | сельхоз         | Ярский район                    | [ ГС 7 ]  |
| 5  | Веретенникова Серафима Петровна    | 14.08.1919 — 01.05.1975 | Птичница колхоза «Путь к коммунизму» Глазовского района Удмуртской АССР | 22.03.1966      | сельхоз         | Глазовский район                | [ ГС 8 ]  |
| 6  | Воскресенский Александр Васильевич | 29.01.1928 — 05.04.2014 | Директор Ижевского электромеханического завода Министерства общего машиностроения СССР, Удмуртская АССР | 26.04.1971      | машиностроение  | *Костромская область            | [ ГС 9 ]  |
| 7  | Галичанина Аграпина Пантелеевна    | 28.06.1925 — 06.04.2015 | Бригадир маляров строительного управления Главного управления специального строительства при Министерстве монтажных и специальных строительных работ СССР, гор. Ижевск Удмуртской АССР                             | 07.05.1971      | строительство   | Шарканский район                | [ ГС 10 ] |
| 8  | Гондырев Степан Александрович      | 07.01.1913 — 25.10.1973 | Оператор прокатного стана Ижевского металлургического завода Удмуртского совнархоза | 20.06.1958      | оборонпром      | Малопургинский район            | [ ГС 11 ] |
| 9  | Девятияров Александр Григорьевич   | 01.12.1934 — 23.09.1987 | Старший мастер Ижевского машиностроительного завода Министерства оборонной промышленности СССР, Удмуртская АССР | 26.04.1971      | оборонпром      | Ижевск                          | [ ГС 12 ] |
| 10 | Дубровин Алексей Николаевич        | 23.03.1914 — 27.06.1985 | Начальник экспериментальной мастерской Ижевского машиностроительного завода Министерства оборонной промышленности СССР, Удмуртская АССР                                                                            | 28.07.1966      | оборонпром      | Ижевск                          | [ ГС 13 ] |
| 11 | Дунаев Евгений Фёдорович           | род. 16.05.1938         | Электросварщик производственного объединения «Ижмаш» Министерства оборонной промышленности СССР, Удмуртская ССР | 30.08.1982      | оборонпром      | Шарканский район                | [ ГС 14 ] |
| 12 | Дюкина Анна Ивановна               | 04.12.1929 — 21.02.2002 | Доярка животноводческого совхоза Ижевского машиностроительного завода, Завьяловский район Удмуртской АССР | 22.03.1966      | сельхоз         | Селтинский район                | [ ГС 15 ] |
| 13 | Елабужев Геннадий Николаевич       | 23.12.1933 — 07.06.2006 | Токарь Ижевского механического завода Министерства оборонной промышленности СССР, Удмуртская АССР | 29.03.1976      | оборонпром      | Киясовский район                | [ ГС 16 ] |
| 14 | Жигулёва Антонина Михайловна       | 15.03.1918 — 13.07.2001 | Доярка совхоза имени 10-летия Удмуртской АССР Малопургинского района Удмуртской АССР | 22.03.1966      | сельхоз         | Сарапульский район              | [ ГС 17 ] |
| 15 | Зайнаков Семён Иванович            | 10.09.1910 — 20.12.1996 | Первый секретарь Мало-Пургинского райкома КПСС, Удмуртская АССР | 20.06.1958      | госуправление   | Шарканский район                | [ ГС 18 ] |
| 16 | Зеленин Иван Константинович        | 15.01.1909 — 09.06.1993 | Учитель Сосновской средней школы Шарканского района Удмуртской АССР | 01.07.1968      | образование     | Шарканский район                | [ ГС 19 ] |
| 17 | Злобина Генриетта Семёновна        | 13.04.1935 — 13.12.2007 | Овцевод колхоза «Двигатель» Воткинского района Удмуртской АССР | 22.03.1966      | сельхоз         | Воткинский район                | [ ГС 20 ] |
| 18 | Иванова Елизавета Ильинична        | 10.10.1930 — 27.11.1997 | Доярка совхоза «Можгинский» Можгинского района Удмуртской АССР | 06.09.1973      | сельхоз         | Можгинский район                | [ ГС 21 ] |
| 19 | Ионов Виктор Петрович              | род. 26.06.1934         | Директор оружейного производства производственного объединения «Ижмаш» Министерства оборонной промышленности СССР, Удмуртская АССР                                                                                 | 30.08.1982      | оборонпром      | Ижевск                          | [ ГС 22 ] |
| 20 | Кандакова Александра Семёновна     | 18.11.1928 — 07.07.2013 | Птичница Ижевской птицефабрики, Удмуртская АССР | 08.04.1971      | сельхоз         | Завьяловский район              | [ ГС 23 ] |
| 21 | Капралов Василий Яковлевич         | 26.02.1922 — 03.08.1975 | Председатель колхоза имени XVII партсъезда Завьяловского района Удмуртской АССР | 20.06.1958      | сельхоз         | Завьяловский район              | [ ГС 24 ] |
| 22 | Климентьева Таисия Петровна        | 28.03.1930 — 17.12.2023 | Свинарка колхоза «Россия» Игринского района Удмуртской АССР | 08.04.1971      | сельхоз         | Игринский район                 | [ ГС 25 ] |
| 23 | Козлов Тимофей Михайлович          | 19.01.1914 — 26.07.1984 | Начальник прокатного цеха Ижевского металлургического завода Министерства оборонной промышленности СССР, Удмуртская АССР                                                                                           | 28.07.1966      | оборонпром      | *Брянская область               | [ ГС 26 ] |
| 24 | Колганов Анатолий Иванович         | 02.12.1925 — 2001       | Слесарь-сборщик Воткинского машиностроительного завода Министерства оборонной промышленности СССР, Удмуртская АССР                                                                                                 | 26.04.1971      | оборонпром      | Воткинск                        | [ ГС 27 ] |
| 25 | Коротков Николай Александрович     | 01.03.1908 — 31.07.1971 | Начальник строительного управления № 13 строительного треста № 17 Министерства строительства РСФСР, гор. Ижевск Удмуртской АССР                                                                                    | 11.08.1966      | строительство   | Камбарский район                | [ ГС 28 ] |
| 26 | Кузнецова Екатерина Ильинична      | 08.11.1918 — 26.05.2017 | Бригадир свиноводческой фермы совхоза «Воткинский» Воткинского района Удмуртской АССР | 08.04.1971      | сельхоз         | Воткинский район                | [ ГС 29 ] |
| 27 | Лазарева Люциана Васильевна        | 13.06.1928 — 22.03.2005 | Бригадир колхоза «Россия» Завьяловского района Удмуртской АССР | 22.03.1966      | сельхоз         | Завьяловский район              | [ ГС 30 ] |
| 28 | Лебедев Михаил Петрович            | 21.11.1920 — 24.04.1992 | Слесарь-инструментальщик Сарапульского электрогенераторного завода Министерства авиационной промышленности СССР, Удмуртская АССР                                                                                   | 26.04.1971      | машиностроение  | *Смоленская область             | [ ГС 31 ] |
| 29 | Лебедева Агафья Феровна            | 1908 — 28.06.1965       | Доярка колхоза «Красный маяк» Воткинского района Удмуртской АССР | 20.06.1958      | сельхоз         | *Пермский край                  | [ ГС 32 ] |
| 30 | Ломаев Валентин Николаевич         | 03.12.1948 — 1999       | Токарь Воткинского машиностроительного завода Министерства оборонной промышленности СССР, Удмуртская АССР | 23.11.1990      | оборонпром      | Воткинск                        | [ ГС 33 ] |
| 31 | Лыков Александр Григорьевич        | 10.08.1909 — 27.03.1965 | Сталевар электромартеновского цеха Ижевского металлургического завода Удмуртского совнархоза | 19.07.1958      | оборонпром      | Завьяловский район              | [ ГС 34 ] |
| 32 | Макаров Фёдор Петрович             | 02.02.1916 — 11.03.1976 | Бригадир Чепецкого механического завода Министерства среднего машиностроения СССР, Удмуртская АССР | 29.07.1966      | атомпром        | *Тверская область               | [ ГС 35 ] |
| 33 | Малых Геля Николаевна              | 20.04.1939 — 21.06.2017 | Наладчица производственного объединения «Ижмаш» Министерства оборонной промышленности СССР, Удмуртская АССР | 30.08.1982      | оборонпром      | Дебёсский район                 | [ ГС 36 ] |
| 34 | Марисов Валерий Константинович     | 23.10.1915 — 18.01.1992 | Первый секретарь Удмуртского обкома КПСС | 30.08.1982      | госуправление   | *Астраханская область           | [ ГС 37 ] |
| 35 | Марченко Алексей Пахомович         | 20.10.1938 — 28.11.2017 | Фрезеровщик завода бумагоделательных машин производственного объединения бумагоделательного машиностроения Министерства нефтеперерабатывающего и нефтехимического машиностроения СССР, гор. Ижевск Удмуртской АССР | 10.06.1986      | нефтехимпром    | *Восточно-Казахстанская область | [ ГС 38 ] |
| 36 | Масленникова Римма Николаевна      | род. 03.08.1937         | Сверловщица Воткинского машиностроительного завода Министерства оборонной промышленности СССР, Удмуртская АССР | 15.05.1981      | оборонпром      | Воткинск                        | [ ГС 39 ] |
| 37 | Мудрынин Геннадий Васильевич       | 16.12.1917 — 1998       | Токарь Воткинского машиностроительного завода Министерства оборонной промышленности СССР, Удмуртская АССР | 28.07.1966      | оборонпром      | Воткинск                        | [ ГС 40 ] |
| 38 | Муравьёв Василий Иванович          | 06.02.1924 — 02.02.2004 | Слесарь Ижевского мотоциклетного завода Удмуртского совнархоза | 20.06.1958      | оборонпром      | Якшур-Бодьинский район          | [ ГС 41 ] |
| 39 | Никитин Борис Григорьевич          | 11.07.1922 — 17.10.1991 | Главный инженер Воткинского машиностроительного завода Министерства оборонной промышленности СССР, Удмуртская АССР                                                                                                 | 05.01.1982      | оборонпром      | *Самарская область              | [ ГС 42 ] |
| 40 | Обухов Николай Семёнович           | 19.12.1912 — 03.02.1992 | Шофёр Кезского леспромхоза Удмуртской АССР | 05.10.1957      | леспром         | Селтинский район                | [ ГС 43 ] |
| 41 | Орлов Михаил Захарович             | 06.06.1932 — 07.07.2003 | Звеньевой колхоза «1 Мая» Малопургинского района Удмуртской АССР | 11.12.1973      | сельхоз         | Малопургинский район            | [ ГС 44 ] |
| 42 | Палладин Николай Иванович          | 23.08.1908 — 02.04.1992 | Директор Ижевского механического завода Министерства оборонной промышленности СССР, Удмуртская АССР | 28.07.1966      | оборонпром      | *Московская область             | [ ГС 45 ] |
| 43 | Пальшин Афанасий Фёдорович         | 05.11.1892 — 16.01.1972 | Звеньевой колхоза «3-й год пятилетки» Сарапульского района Удмуртской АССР | 29.03.1948      | сельхоз         | Сарапульский район              | [ ГС 46 ] |
| 44 | Пестерев Лев Васильевич            | 10.02.1929 — 01.03.1973 | Тракторист колхоза «Свобода» Завьяловского района Удмуртской АССР | 23.06.1966      | сельхоз         | Завьяловский район              | [ ГС 47 ] |
| 45 | Пивоваров Евгений Николаевич       | 27.10.1927 — 17.09.1981 | Старший дорожный мастер Сарапульской дистанции пути Казанской железной дороги, Удмуртская АССР | 01.08.1959      | транспорт       | Сарапульский район              | [ ГС 48 ] |
| 46 | Плотников Александр Васильевич     | 25.02.1933 — 16.08.2005 | Электрослесарь-наладчик Чепецкого механического завода Министерства среднего машиностроения СССР, Удмуртская АССР                                                                                                  | 16.01.1974      | атомпром        | *Красноярский край              | [ ГС 49 ] |
| 47 | Поздеев Василий Иванович           | 15.07.1920 — 27.03.1998 | Бригадир электриков-наладчиков Ижевского механического завода Министерства оборонной промышленности СССР, Удмуртская АССР                                                                                          | 26.04.1971      | оборонпром      | Дебёсский район                 | [ ГС 50 ] |
| 48 | Пономарёв Николай Алексеевич       | 25.10.1927 — 21.03.2014 | Генеральный директор производственного объединения «Ижсталь» Министерства оборонной промышленности СССР, гор. Устинов Удмуртской АССР                                                                              | 03.04.1986      | оборонпром      | *Забайкальский край             | [ ГС 51 ] |
| 49 | Пономарёв Тихон Степанович         | 29.06.1923 — 06.10.1977 | Кузнец Ижевского металлургического завода Министерства оборонной промышленности СССР, Удмуртская ССР | 26.04.1971      | оборонпром      | *Татарстан                      | [ ГС 52 ] |
| 50 | Попова Анастасия Андреевна         | 10.03.1928 — 14.07.2008 | Доярка колхоза «Победа» Можгинского района Удмуртской АССР | 08.04.1971      | сельхоз         | Можгинский район                | [ ГС 53 ] |
| 51 | Порсев Дмитрий Борисович           | 28.02.1925 — 18.09.2002 | Слесарь Воткинского машиностроительного завода Министерства оборонной промышленности СССР, Удмуртская АССР | 09.09.1976      | оборонпром      | Воткинский район                | [ ГС 54 ] |
| 52 | Пупышев Василий Петрович           | 18.01.1919 — 26.02.1976 | Слесарь-сборщик Воткинского машиностроительного завода Удмуртского совнархоза | 20.06.1958      | оборонпром      | Воткинск                        | [ ГС 55 ] |
| 53 | Репина Любовь Степановна           | 13.09.1918 — 13.06.2014 | Сварщица мотоциклетного производства Ижевского машиностроительного завода, Удмуртская АССР | 07.03.1960      | оборонпром      | Дебёсский район                 | [ ГС 56 ] |
| 54 | Романенко Иван Андреевич           | 02.01.1928 — 15.02.2002 | Директор Сарапульского радиозавода Министерства радиопромышленности СССР, Удмуртская АССР | 26.04.1971      | радиопром       | *Ростовская область             | [ ГС 57 ] |
| 55 | Седова Галина Георгиевна           | 02.05.1924 — 27.01.2025 | Главный врач медико-санитарной части Электрогенераторного завода, гор. Сарапул Удмуртской АССР | 23.10.1978      | здравоохранение | Сарапул                         | [ ГС 58 ] |
| 56 | Семёнов Иосиф Ефимович             | 09.05.1924 — 20.04.2003 | Председатель колхоза «Прогресс» Алнашского района Удмуртской АССР | 30.04.1966      | сельхоз         | Алнашский район                 | [ ГС 59 ] |
| 57 | Сосков Иван Кузьмич                | 17.05.1933 — 13.05.1978 | Главный зоотехник совхоза «Удмуртский» Сарапульского района Удмуртской АССР | 08.04.1971      | сельхоз         | *Смоленская область             | [ ГС 60 ] |
| 58 | Стыценко Игорь Сергеевич           | 15.12.1928 — 09.05.1996 | Директор «Ижевского мотозавода» Министерства общего машиностроения СССР, Удмуртская АССР | 29.03.1976      | машиностроение  | *Самарская область              | [ ГС 61 ] |
| 59 | Тарасов Василий Семёнович          | 26.12.1923 — 05.12.2001 | Директор Ижевского металлургического завода Министерства оборонной промышленности СССР, Удмуртская АССР | 26.04.1971      | оборонпром      | *Свердловская область           | [ ГС 62 ] |
| 60 | Тарасов Николай Никитьевич         | 09.12.1936 — 12.08.2012 | Комбайнёр совхоза «Киясовский» Киясовского района Удмуртской АССР | 23.12.1976      | сельхоз         | Киясовский район                | [ ГС 63 ] |
| 61 | Темников Пётр Васильевич           | 30.07.1930 — 09.07.1994 | Бригадир малой комплексной бригады Игринского леспромхоза Министерства лесной, целлюлозно-бумажной и деревообрабатывающей промышленности СССР, Удмуртская АССР                                                     | 17.09.1966      | леспром         | *Пермский край                  | [ ГС 64 ] |
| 62 | Теплякова Анастасия Михайловна     | 31.01.1924 — 26.05.1996 | Свинарка колхоза имени Ленина Каракулинского района Удмуртской АССР | 22.03.1966      | сельхоз         | Каракулинский район             | [ ГС 65 ] |
| 63 | Тощевикова Зинаида Ивановна        | 15.05.1930 — 19.08.2013 | Доярка совхоза «Удмуртский» Сарапульского района Удмуртской АССР | 22.03.1966      | сельхоз         | *Смоленская область             | [ ГС 66 ] |
| 64 | Фролов Владимир Михайлович         | 05.02.1923 — 09.01.2004 | Слесарь-лекальщик Воткинского машиностроительного завода Министерства оборонной промышленности СССР, Удмуртская АССР                                                                                               | 15.05.1981      | оборонпром      | Воткинск                        | [ ГС 67 ] |
| 65 | Хасанов Закир Шакирович            | 25.12.1911 — 15.08.1983 | Председатель колхоза имени Мичурина Балезинского района Удмуртской АССР | 23.12.1976      | сельхоз         | *Вологодская область            | [ ГС 68 ] |
| 66 | Хлыбов Григорий Иванович           | 29.03.1925 — 06.12.2003 | Токарь-расточник Ижевского мотозавода Министерства общего машиностроения СССР, Удмуртская АССР | 26.07.1966      | машиностроение  | Можгинский район                | [ ГС 69 ] |
| 67 | Хорошенин Геннадий Александрович   | 21.10.1932 — 06.11.1988 | Слесарь-электромонтажник Ижевского машиностроительного завода, Удмуртская АССР | 28.05.1960      | оборонпром      | Вавожский район                 | [ ГС 70 ] |
| 68 | Цыгвинцева Лидия Ивановна          | 16.07.1927 — 26.03.1996 | Намотчица Сарапульского радиозавода имени С. Орджоникидзе Министерства радиопромышленности СССР, Удмуртская АССР                                                                                                   | 29.07.1966      | радиопром       | Сарапул                         | [ ГС 71 ] |
| 69 | Черных Евгений Васильевич          | 20.08.1931 — 29.05.2012 | Бригадир сталеваров Ижевского металлургического завода Министерства оборонной промышленности СССР, Удмуртская АССР                                                                                                 | 10.06.1977      | оборонпром      | Сюмсинский район                | [ ГС 72 ] |
| 70 | Чувашова Наталья Петровна          | 07.09.1916 — 24.11.2003 | Доярка колхоза имени Ленина Дебёсского района Удмуртской АССР | 07.03.1960      | сельхоз         | *Свердловская область           | [ ГС 73 ] |
| 71 | Чупров Андрей Васильевич           | 18.10.1934 — 07.02.2000 | Рабочий Чепецкого механического завода Министерства среднего машиностроения СССР, Удмуртская АССР | 26.04.1971      | атомпром        | *Пермский край                  | [ ГС 74 ] |

## Уроженцы Удмуртии, удостоенные звания Героя Социалистического Труда в других регионах СССР
| №  | Фамилия, имя, отчество           | Даты жизни              | Деятельность | Дата присвоения | Отрасль            | Место рождения         | ГС        |
| -- | -------------------------------- | ----------------------- | --- | --------------- | ------------------ | ---------------------- | --------- |
| 1  | Анкудинов Леонид Георгиевич      | 25.06.1906 — 09.01.1988 | Управляющий строительно-монтажным трестом «Магнитострой» Челябинского совнархоза | 09.08.1958      | строительство      | Воткинск               | [ ГС 1 ]  |
| 2  | Вахрушев Николай Александрович   | 19.12.1928 — 08.12.2000 | Бригадир каменщиков строительного управления «Промстрой» треста «Тагилстрой» Министерства строительства предприятий тяжёлой индустрии СССР, гор. Нижний Тагил Свердловской области                                                                 | 05.04.1971      | строительство      | Якшур-Бодьинский район | [ ГС 2 ]  |
| 3  | Дегтярёв Сергей Савватеевич      | 1907 — ????             | Директор совхоза «Носковцы» Жмеринского района Винницкой области | 30.04.1966      | сельхоз            |                        |           |
| 4  | Зашихин Иван Тихонович           | 11.09.1915 — 03.05.1976 | Производитель работ электромонтажного поезда № 701 треста «Трансэлектромонтаж» Министерства транспортного строительства СССР, гор. Москва | 05.08.1961      | строительство      | Сюмсинский район       | [ ГС 3 ]  |
| 5  | Кассихин Александр Александрович | 05.01.1924 — 28.09.1996 | Старший машинист энергоблоков Черепетской ГРЭС Министерства энергетики и электрификации СССР, Тульская область | 20.04.1971      | энергетика         | Ижевск                 | [ ГС 4 ]  |
| 6  | Коньков Леонид Сергеевич         | 01.04.1932 — 23.03.2004 | Бригадир горнорабочих очистного забоя Грамотеинского шахтоуправления производственного объединения «Облкемеровоуголь» Министерства топливной промышленности РСФСР, Кемеровская область                                                             | 31.03.1981      | топпром            | Балезинский район      | [ ГС 5 ]  |
| 7  | Лубнин Алексей Фёдорович         | 18.10.1905 — 08.06.1986 | Первый секретарь Брединского райкома КПСС, Челябинская область | 11.01.1957      | госуправление      | Глазовский район       | [ ГС 6 ]  |
| 8  | Лямин Василий Фёдорович          | 28.12.1928 — 30.05.2011 | Машинист экскаватора управления механизации производственной Куйбышевгидростроя Министерства электростанций СССР | 09.08.1958      | энергетика         | Вавожский район        | [ ГС 7 ]  |
| 9  | Мальцев Георгий Николаевич       | 04.05.1928 — 30.10.2002 | Машинист экскаватора Уральского асбестового горно-обогатительного комбината имени 50-летия СССР Министерства промышленности строительных материалов СССР, Свердловская область                                                                     | 08.01.1974      | промстройматериалы | Алнашский район        | [ ГС 8 ]  |
| 10 | Мельников Николай Васильевич     | 28.02.1909 — 07.12.1980 | Директор Института проблем комплексного освоения недр Академии наук СССР, академик АН СССР, гор. Москва | 27.02.1979      | наука              | Сарапул                | [ ГС 9 ]  |
| 11 | Наговицын Геннадий Семёнович     | род. 1938               | Аппаратчик Пермского химического завода имени Серго Орджоникидзе Министерства химической промышленности СССР | 06.04.1981      | химпром            |                        |           |
| 12 | Немтырёва Екатерина Васильевна   | 16.11.1919 — 1997       | Бригадир маляров треста «Пермжилстрой» Министерства промышленного строительства СССР, гор. Пермь | 05.04.1971      | строительство      | Граховский район       | [ ГС 10 ] |
| 13 | Пименова Лидия Васильевна        | 18.03.1903 — 01.06.1984 | Старший научный сотрудник Карабалыкской областной сельскохозяйственной опытной станции, Кустанайская область | 23.06.1966      | наука              | Сарапул                | [ ГС 11 ] |
| 14 | Плетенёва Зоя Ивановна           | 20.10.1926 — 28.05.2012 | Телятница колхоза «Восток» Лебяжьевского района Курганской области | 06.09.1973      | сельхоз            | Игринский район        | [ ГС 12 ] |
| 15 | Поскрёбышев Евгений Михайлович   | 09.03.1923 — 2009       | Слесарь инструментального цеха Хабаровского завода судового машиностроения имени А. М. Горького Министерства судостроительной промышленности СССР                                                                                                  | 26.04.1971      | машиностроение     | Балезинский район      | [ ГС 13 ] |
| 16 | Прозоров Георгий Николаевич      | 26.02.1936 — 23.11.2021 | Бригадир комплексной бригады строительного управления № 13 комсомольско-молодёжного треста «Мегионгазстрой» Министерства строительства предприятий нефтяной и газовой промышленности СССР, гор. Нижневартовск Ханты-Мансийского автономного округа | 21.02.1986      | строительство      | Ижевск                 | [ ГС 14 ] |
| 17 | Рябова Пелагея Сидоровна         | 31.10.1924 — 20.01.1997 | Доярка племенного совхоза «Песчанский» Качирского района Павлодарской области | 22.03.1966      | сельхоз            | Вавожский район        | [ ГС 15 ] |
| 18 | Соловьёв Валентин Петрович       | 12.10.1941 — 13.07.2018 | Машинист экскаватора разреза имени 50-летия Октября производственного объединения «Кемеровоуголь» Министерства угольной промышленности СССР, Кемеровская область                                                                                   | 29.04.1986      | углепром           | Можгинский район       | [ ГС 16 ] |
| 19 | Трухин Пётр Михайлович           | 17.02.1906 — 29.06.1996 | Главный инженер комбината «Челябинскуголь» Министерства угольной промышленности восточных районов СССР, Челябинская область | 28.08.1948      | углепром           | Можгинский район       | [ ГС 17 ] |
| 20 | Филимонов Геннадий Фёдорович     | 31.07.1913 — 17.01.1996 | Управляющий строительно-монтажным трестом № 7 Главзападуралстроя Министерства промышленного строительства СССР, гор. Пермь | 22.06.1982      | строительство      | Ижевск                 | [ ГС 18 ] |

## Герои Социалистического Труда, прибывшие в Удмуртию на постоянное проживание из других регионов
| № | Фамилия, имя, отчество  | Даты жизни        | Деятельность | Дата присвоения | Отрасль | Место проживания | ГС       |
| - | ----------------------- | ----------------- | --- | --------------- | ------- | ---------------- | -------- |
| 1 | Портянко Мария Ивановна | 1916 — 11.06.2001 | Звеньевая Бургун-Маджарского виноградарского совхоза Министерства пищевой промышленности СССР, Левокумский район Ставропольского края | 05.10.1949      | сельхоз | Ижевск           | [ ГС 1 ] |

## Лица, лишённые звания Героя Социалистического Труда
| № | Фамилия, имя, отчество  | Даты жизни              | Деятельность | Дата присвоения | Дата лишения | Отрасль  | Место рождения | ГС       |
| - | ----------------------- | ----------------------- | --- | --------------- | ------------ | -------- | -------------- | -------- |
| 1 | Чирков Борис Николаевич | 09.01.1906 — 29.11.1978 | Начальник комбината № 6 2-го Главного управления при Совете Министров СССР, подполковник, гор. Ленинабад Таджикской ССР | 29.10.1949      | 16.01.1959   | атомпром | Глазов         | [ ГС 1 ] |

Страница на сайте «Герои страны»
1. ↑  Чирков Борис Николаевич. Дата обращения: 31 декабря 2021. Архивировано 30 октября 2018 года.